# Monometylhydrazin
Monometylhydrazin (MMH) eller bara metylhydrazin är en kemisk förening av kol, kväve och väte. Ämnet är giftigt och mycket brandfarligt.

## Framställning
Metylhydrazin framställs genom dehydrogenering av metylamin (CH3NH2) och ammoniak (NH3).
{\displaystyle {\rm {CH_{3}NH_{2}+NH_{3}\rightarrow CH_{3}N_{2}H_{3}+H_{2}}}}

## Användning
Metylhydrazin reagerar hypergoliskt med kvävetetroxid vilket gör det mycket lämpligt som tvåkomponents raketbränsle, ofta tillsammans med 1,1-dimetylhydrazin.